# Mbirim
Mbirim est un village du Cameroun situé dans le département du Djérem et la région de l'Adamaoua. Il fait partie de la commune de Tibati.

## Population
Lors du recensement de 2005, le village était habité par 2 190 personnes, 1019 de sexe masculin et 1171 de sexe féminin.